# Leuchtturm Keri
Der Leuchtturm Keri (estnisch Keri tuletorn, früher auch Kokskäri-Leuchtturm genannt) ist ein Leuchtturm im Finnischen Meerbusen auf der Insel Keri, Estland. Es ist der nördlichste Punkt Estlands und eine wichtige Navigationshilfe für Schiffe, die den Finnischen Meerbusen von und nach Helsinki und Sankt Petersburg befahren.

## Geschichte
Der heutige Leuchtturm wurde 1858 erbaut. Es handelt sich um einen roten Metallzylinder aus Gusseisen mit Laternenraum und Galerie, der auf einem massiv gemauertem, konischen Steinsockel ruht. Dieses Licht ist computergesteuert und wird von Solarzellen und Batterien gespeist. Der Leuchtturm wurde 1959 renoviert.
Der ursprüngliche hölzerne Leuchtturm wurde 1724 erbaut. Er wurde im frühen 19. Jahrhundert mit einem Steinsockel und einem Holzturm erneut aufgebaut.
Von 1907 bis 1912 war es der einzige Leuchtturm der Welt, der mit Erdgas betrieben wurde. 1990 begann die Sockelverkleidung, verursacht durch den steigenden Meeresspiegel und Wellenschlag, einzubrechen. Es wurden Stahlverstärkungen installiert. 2007 wurde eine Internetkamera installiert, 2009 eine Internet-Wetterstation.
Die estnische Post gab am 15. Januar 2003 eine Briefmarke zum Gedenken an den Leuchtturm heraus.

## Galerie

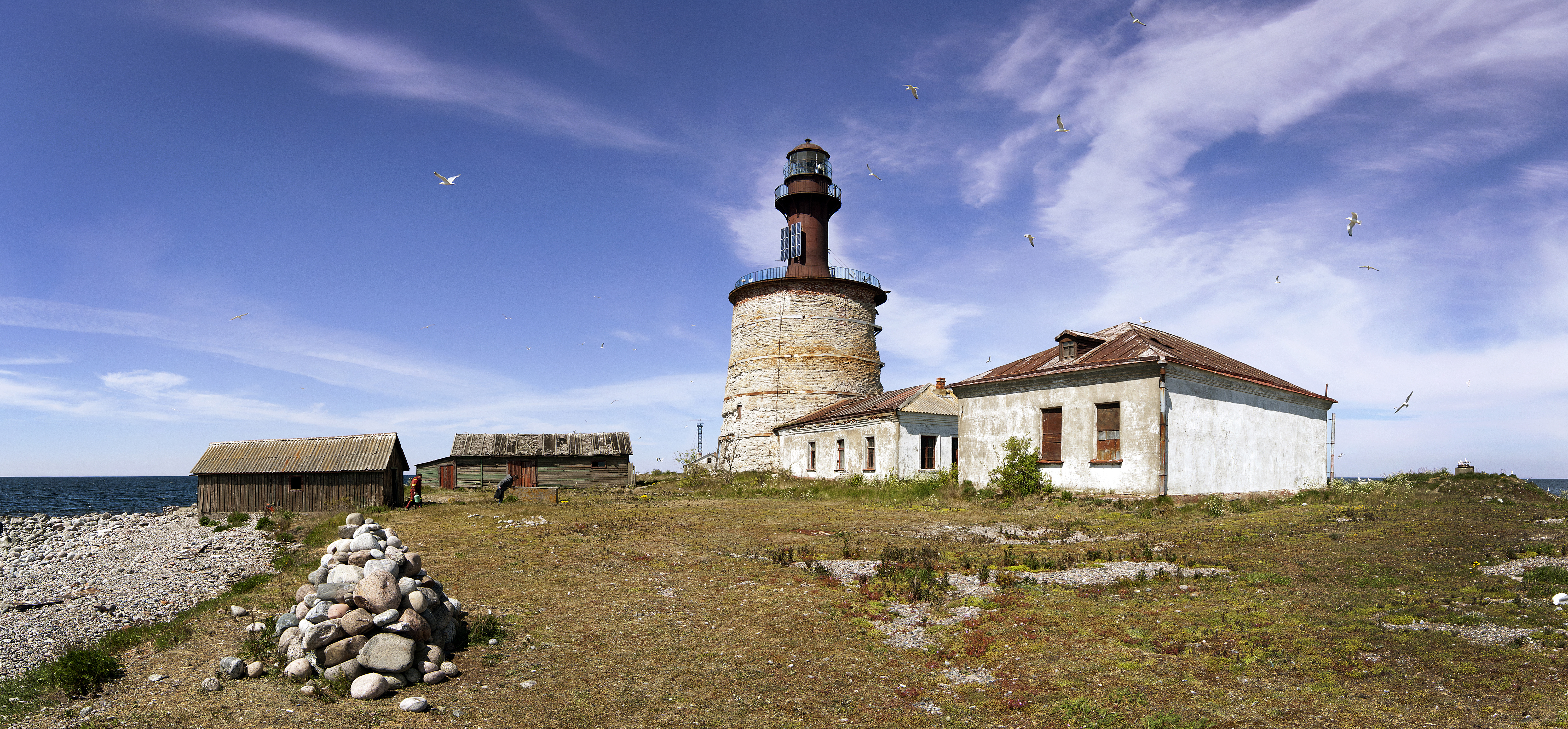
Umgebende Gebäude, 2008
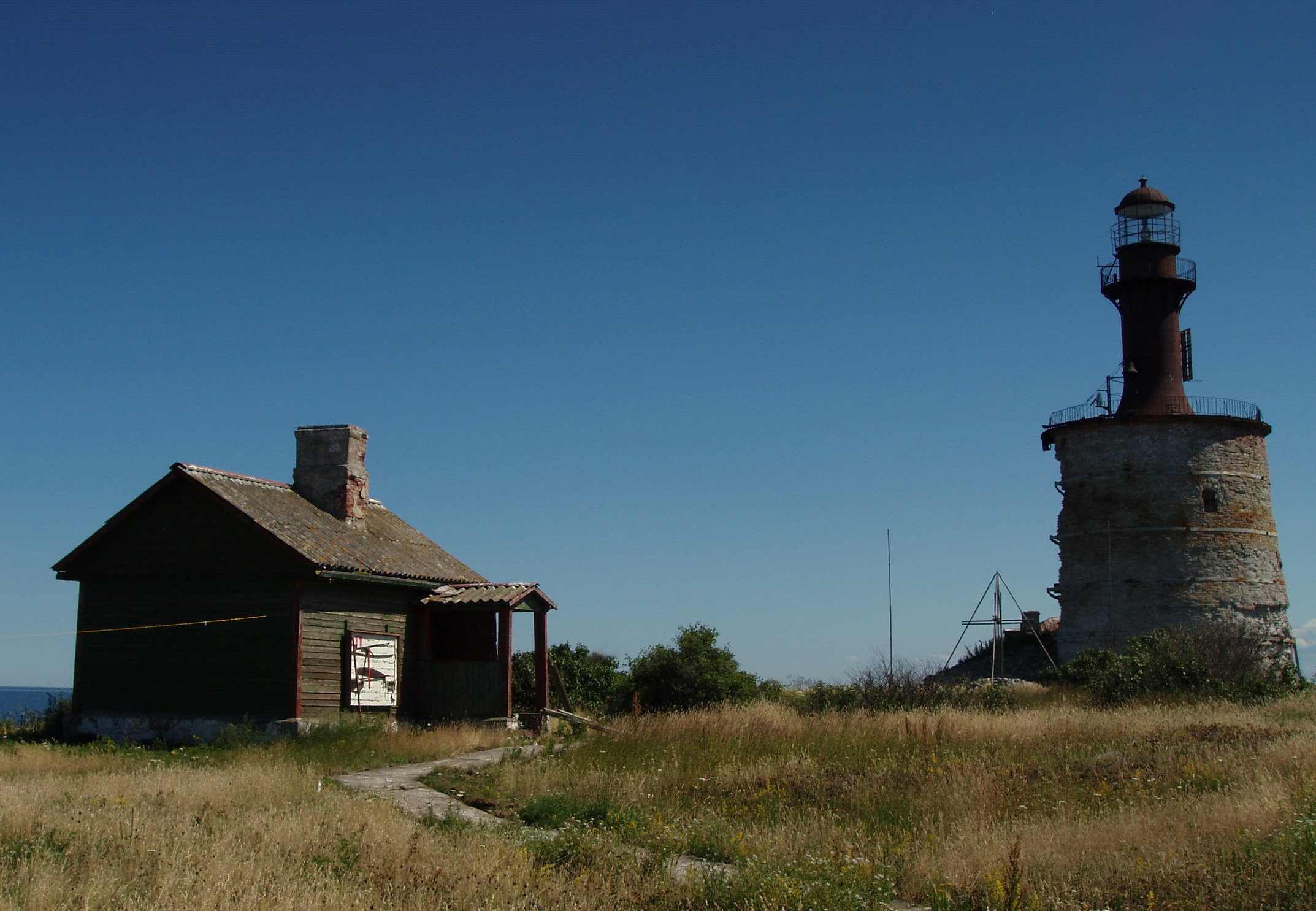
Links Banja, Mitte Gedenkstätte Flugzeugabsturz Kaleva[4], rechts Leuchtturm
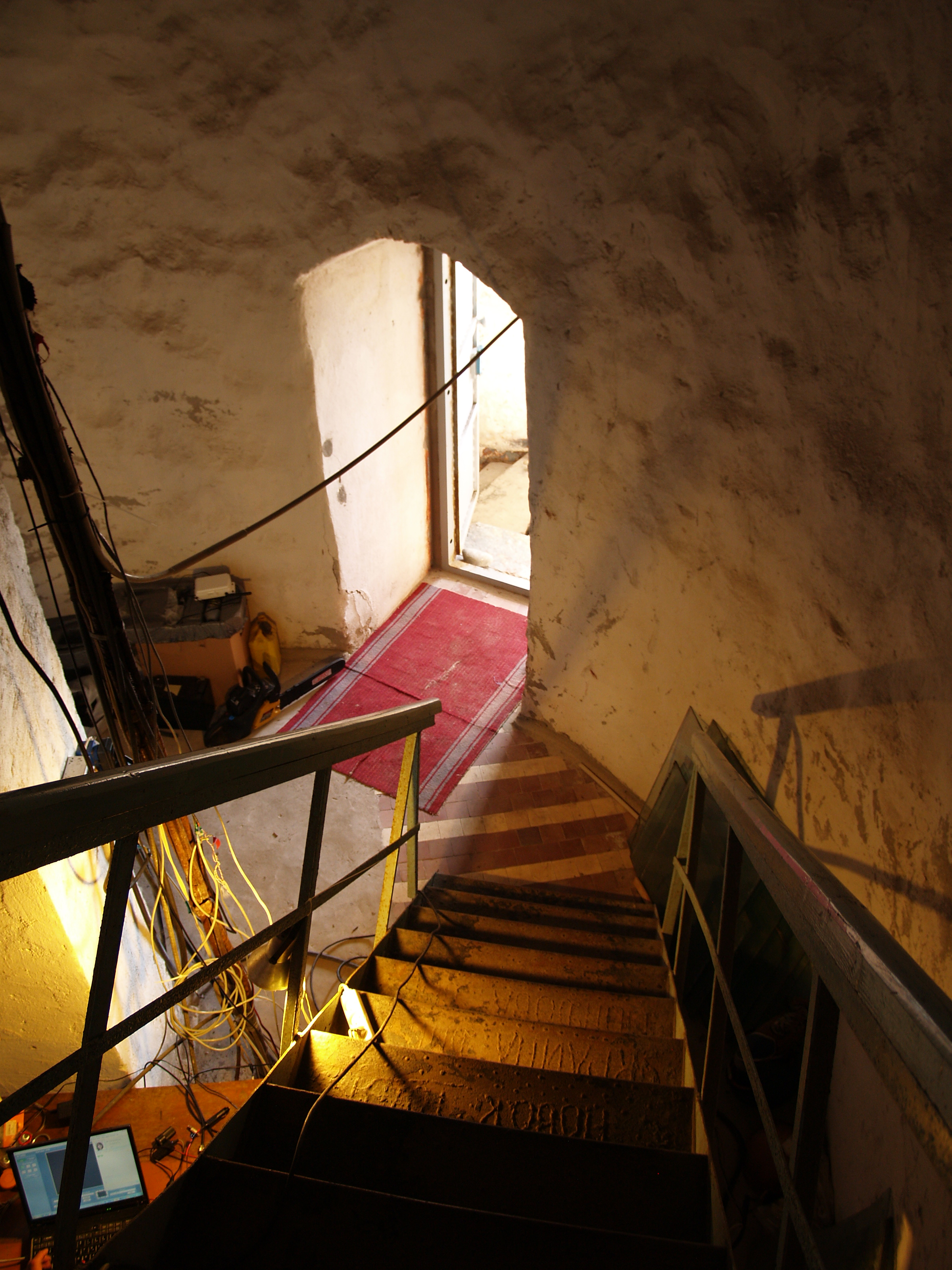
Innenansicht
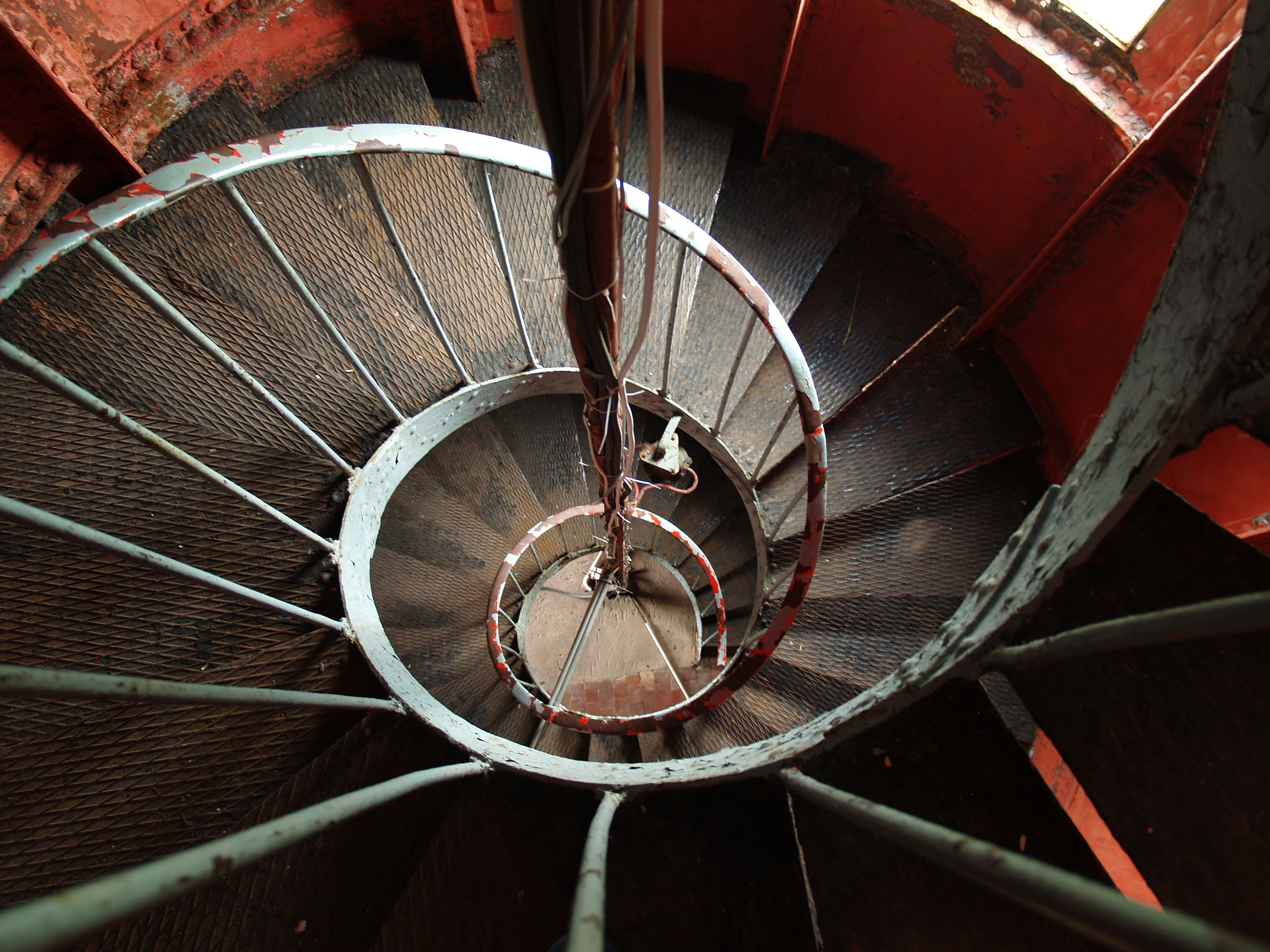
Wendeltreppe
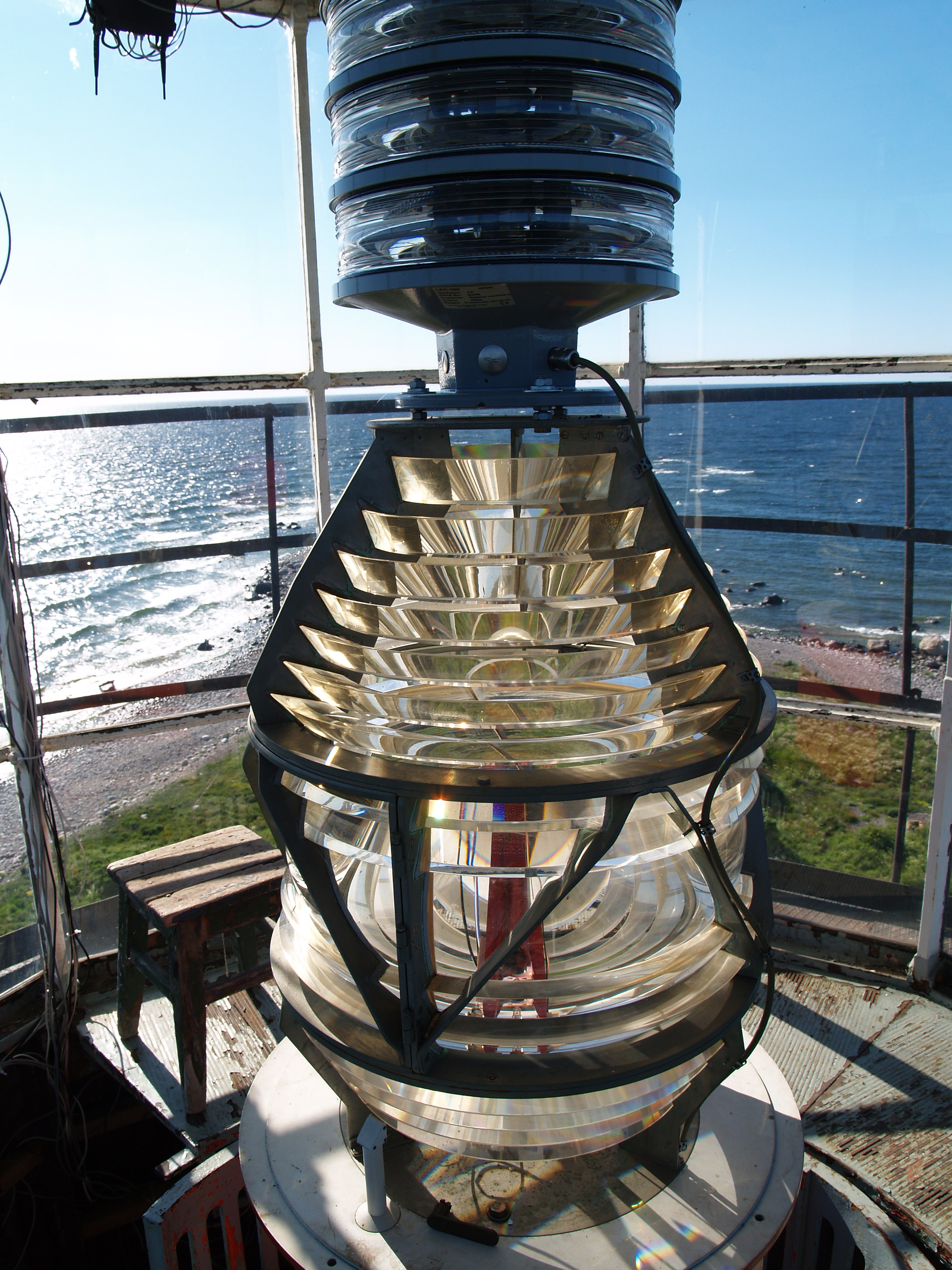
Optik der Beleuchtung
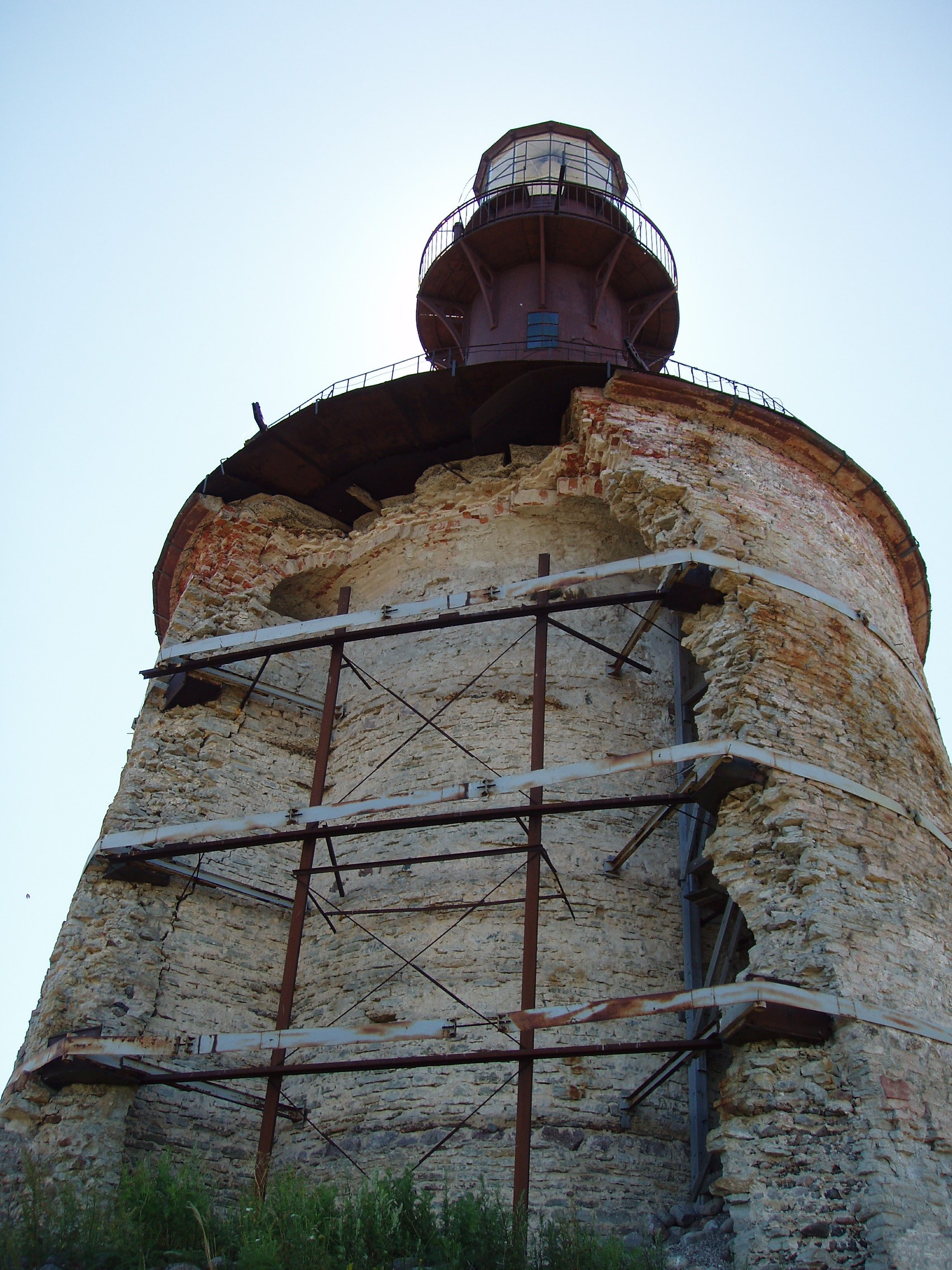
Schaden
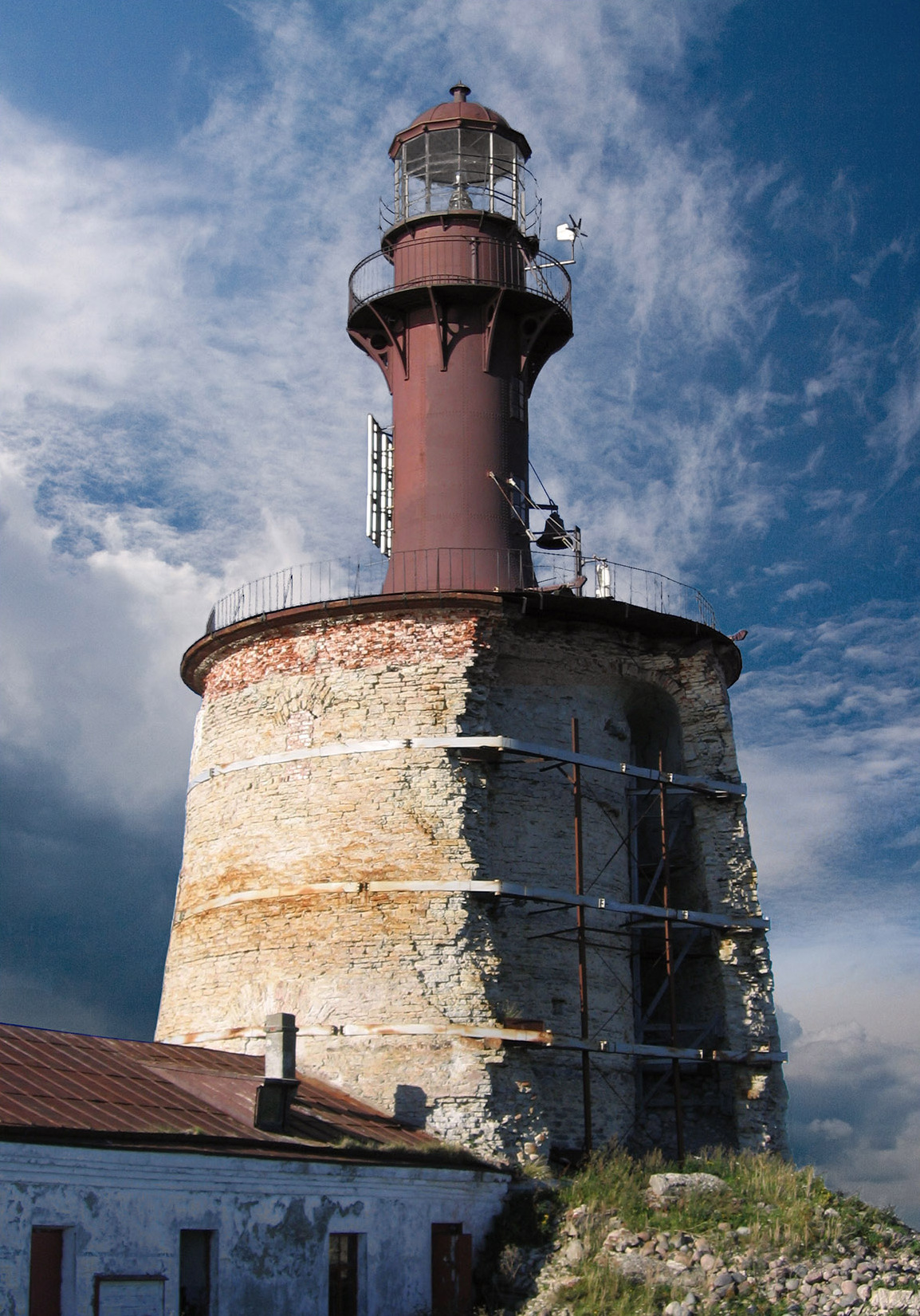
Leuchtturm 2005

Neben dem Leuchtturm ist eine kleine Gedenkstätte für die neun Todesopfer der Kaleva, eines finnischen Passagierflugzeugs, das von Flugzeugen der sowjetischen Luftwaffe am 14. Juni 1940 in Sichtweite des Leuchtturms abgeschossen wurde.
Auf der griechischen Insel Keri (Κερί) gibt es einen gleichnamigen Leuchtturm.